# Dagmar Heller (Synchronsprecherin)
Dagmar Heller (* 10. Juli 1947 in Berlin; † 22. November 2015) war eine deutsche Schauspielerin und Synchronsprecherin.

## Leben
Dagmar Heller absolvierte nach der Schule eine dreijährige Schauspielausbildung bei Else Bongers in Berlin. Zwischen 1972 und 1973 spielte sie Theater in Berlin und Frankfurt und wirkte in einigen Fernsehserien wie Derrick oder Tatort mit. 1977 bis 1980 war sie am Thalia-Theater in Hamburg.
Das Synchronsprechen wurde ab etwa 1980 zu ihrem Hauptbetätigungsfeld. 1980 war Dagmar Heller bei Nils Holgersson als Erzählerin zu hören. Sie war die Stammsprecherin von Mia Farrow und Beverly D’Angelo. Seit 1981 synchronisierte sie regelmäßig Barbra Streisand. Auch wurde sie häufig für Jamie Lee Curtis eingesetzt. Heller wohnte zuletzt in Bierdorf, einem Ortsteil der Gemeinde Dießen am Ammersee.
Dagmar Heller wirkte auch in mehreren Hörspielen mit, so auch mehrfach in der Hörspielserie Point Whitmark in verschiedenen Rollen.
Am  22. November 2015 verstarb Dagmar Heller im Alter von 68 Jahren.

## Filmografie (Auswahl)
- 1967: Crumbles letzte Chance
- 1967: Peter Schlemihls wundersame Geschichte
- 1967: Das Kriminalmuseum (Fernsehserie, Folge: Die Kamera)
- 1968: Das Kriminalmuseum (Fernsehserie, Folge: Die Postanweisung)
- 1970: Die Reiter von Padola (Fernsehserie, Folge: Das Brokatpolster)
- 1970: Die Perle – Aus dem Tagebuch einer Hausgehilfin (Fernsehserie, Folge: Die Kulturgeschichte)
- 1970: Merkwürdige Geschichten (Fernsehserie, Folge 5: Bild aus der Zukunft)
- 1970: Es braust ein Ruf wie Donnerhall – Ur-Opas dufter Krieg 70/71
- 1971: Tatort (Folge: Kressin stoppt den Nordexpress)
- 1971: Wölfe und Schafe
- 1971: Augenzeugen müssen blind sein
- 1972: Tatort (Folge: Wenn Steine sprechen)
- 1972: Privatdetektiv Frank Kross (Fernsehserie, Folge: Kopftuch in Tunis)
- 1972: Fußballtrainer Wulff (Fernsehserie, 2 Folgen: Reserve hat Wut / Hinter dem Totengrund)
- 1974: Sondertribunal – Jeder kämpft für sich allein (Section spéciale)
- 1974: Arsène Lupin (Fernsehserie, Folge: La danseuse de Rottenburg)
- 1974: Telerop 2009 – Es ist noch was zu retten (Fernsehserie, Folge: Nichts als Sand)
- 1975: Wie würden Sie entscheiden? (Fernsehreihe, Folge: Am Ende eines langen Arbeitstages)
- 1975: Zahnschmerzen
- 1977: Sonderdezernat K1 (Fernsehserie, Folge: Zwei zu eins für SK1)
- 1977: Derrick (Fernsehserie, Folge: Via Bangkok)
- 1977: In freier Landschaft (Fernsehserie, 2 Folgen)
- 1977: I. O. B. – Spezialauftrag (Fernsehserie, Folge: Damen der Gesellschaft)
- 1987: Ein Fall für Zwei (Fernsehserie, Folge: Zahltag)
- 1991: Derrick (Fernsehserie, Folge: Der Tote spielt fast keine Rolle)

### Synchronarbeit (Auswahl)
Mia Farrow
- 1982: Eine Sommernachts-Sexkomödie … als Ariel Weymouth
- 1984: Broadway Danny Rose … als Tina Vitale
- 1985: Hannah und ihre Schwestern … als Hannah
- 1988: Eine andere Frau … als Hope
- 2006: Das Omen … als Mrs. Baylock

Jamie Lee Curtis
- 1991: My Girl – Meine erste Liebe als Shelly DeVoto
- 1994: My Girl 2 – Meine große Liebe als Shelly DeVoto Sultenfuss
- 1998: Halloween H20 als Laurie Strode / Keri Tate
- 2001: Der Schneider von Panama als Louisa Pendel
- 2002: Halloween: Resurrection als Laurie Strode

Beverly D’Angelo
- 1983: Die schrillen Vier auf Achse … als Ellen Griswold
- 1989: Schöne Bescherung … als Ellen Griswold
- 2015: Vacation – Wir sind die Griswolds … als Ellen Griswold

Barbra Streisand
- 1987: Nuts… Durchgedreht … als Claudia Draper
- 1996: Liebe hat zwei Gesichter … als Rose Morgan
- 2004: Meine Frau, ihre Schwiegereltern und ich … als Roz Focker

Ellen Barkin
- 1989: Sea of Love – Melodie des Todes … als Helen Cruger
- 2012–2013: The New Normal … als Jane Forrest

#### Filme
- 1967: Die Reifeprüfung – für Katharine Ross … als Elaine Robinson
- 1972: Columbo: Blumen des Bösen – für Sandra Smith … als Cathy Goodland
- 1973: James Bond 007 – Leben und sterben lassen – für Jane Seymour … als Solitaire
- 1973: Avanti, Avanti! für Juliet Mills … als Pamela Piggott
- 1974: James Bond 007 – Der Mann mit dem goldenen Colt – für Britt Ekland … als Mary Goodnight
- 1977: James Bond 007 – Der Spion, der mich liebte – für Barbara Bach … als Major Anya Amasova
- 1978: Halloween – Die Nacht des Grauens – für P. J. Soles … als Lynda Van Der Klok
- 1980: Freitag der 13. – für Adrienne King … als Alice Hardy
- 1980: Heavy Metal für Susan Roman … als Professoren-Tochter
- 1983: James Bond 007 – Octopussy – für Kristina Wayborn … als Magda
- 1983: X-Tro: Nicht alle Außerirdischen sind freundlich! – für Bernice Stegers … als Rachel Phillips
- 1987: Rendezvous mit einer Leiche – für Carrie Fisher … als Nadine Boynton
- 1987: James Bond 007 – Der Hauch des Todes – für Caroline Bliss … als Miss Moneypenny
- 1990: Peterchens Mondfahrt … als Nachtfee / Mutter
- 1997: Columbo: Keine Spur ist sicher – für Shera Danese … als Cathleen Calvert
- 2005: Per Anhalter durch die Galaxis – für Helen Mirren … als Deep Thought

#### Serien
- 1976: Mit Schirm, Charme und Melone – für Joanna Lumley … als Purdey
- 1979–1992/1993: Unter der Sonne Kaliforniens – für Joan Van Ark … als Valene Ewing
- 1980: Nils Holgersson – für Minori Matsushima … als Erzählerin
- 1981–1989: Falcon Crest – für Susan Sullivan … als Maggie Hartford Gioberti Channing
- 1985: Robin Hood – für Gemma Craven … als Lilith (Episode Verzauberung)
- 1999–2015: South Park – für Eliza Schneider … als Bürgermeisterin McDaniels